# José Antonio Berdún
José Antonio Berdún (Montevideo, 1778-1837) fue un militar artiguista de las luchas anticoloniales en el Río de la Plata.

## Biografía
Proveniente de una antigua familia de Minas, se supone que de su apellido tomó nombre el conocido hoy como cerro Verdún.
Desde joven fue soldado del regimiento de Milicias Orientales, y en 1801 participó en una campaña dirigida por el después virrey Rafael de Sobremonte a la frontera norte de la Banda Oriental, para defenderla de un posible ataque portugués, pero este terminó desviándose sobre las Misiones Orientales. En 1807 combatió contra la invasión inglesa sobre Montevideo y fue tomado prisionero.
Cuando estalló la revolución independentista de 1811 se sumó a las órdenes de Manuel Francisco Artigas, y a sus órdenes participó en el combate de San José; a órdenes de José Artigas participó también en la batalla de Las Piedras (1811) y se incorporó al sitio de Montevideo. Cuando este fue levantado, siguió a Artigas hasta el campamento de Ayuí, y más tarde quedó con su regimiento en guarnición sobre la costa del río Uruguay.
Profundamente adicto a José Artigas, lo acompañó en su lucha contra el centralismo de Buenos Aires; desde 1814 fue el comandante de un regimiento de caballería de la división de Blas Basualdo, y obtuvo destacada actuación en la provincia de Entre Ríos, de cuyas fuerzas federales fue el principal organizador. Ese mismo año fue comandante de ambas costas del río Uruguay, y participó en el combate de El Espinillo. Siguió a Basualdo en sus campañas en la provincia de Corrientes y luchó contra Genaro Perugorría. A la muerte de Basualdo, fue ascendido al grado de coronel y nombrado jefe de Concepción del Uruguay, con autoridad sobre toda la mitad oriental de Entre Ríos.
Al producirse la Invasión Portuguesa, marchó hacia las Misiones Orientales y dirigió las fuerzas rioplatenses en dos combates en San Borja y San Carlos. Regresó hacia el sur, perseguido por el comandante portugués Mena Barreto tenía órdenes expresas de neutralizarlo y le infligió una fuerte derrota en la Batalla de Ibirocahy, en octubre de 1816. Berdún escapó y en pocos días reunió una nueva fuerza, con la cual se incorporó a Andrés Latorre. Tomó parte en el desastre de la Batalla del Catalán (1817). Herido, cayó prisionero de Bento Manuel Ribeiro en septiembre de 1817. El mando de la mitad oriental de Entre Ríos pasó a Francisco Ramírez, que organizaría ese territorio como una de las provincias argentinas.
Encarcelado hasta 1821, a su regreso a la Banda Oriental se instaló en Paysandú, desterrado por Carlos Federico Lecor, que lo tenía ―y con razón― por conspirador. Tras la muerte de Ramírez pasó a Concepción del Uruguay; más tarde se instaló en Santa Fe, bajo la protección de Estanislao López, de modo que no participó en la 
Cruzada Libertadora de los Treinta y Tres Orientales de 1825.
Durante la Guerra del Brasil, el general Juan Antonio Lavalleja lo nombró comandante general del río Uruguay, con sede en Paysandú. Estaba en contacto con Estanislao López, y lo secundó en la organización de la campaña de Rivera a las Misiones Orientales; tras el conflicto entre López y Rivera, acompañó a este en su conquista de las Misiones Orientales de 1828.
Regresó al recién creado Estado Oriental del Uruguay y ocupó algunos cargos militares en Paysandú. Una larga enfermedad lo postró en cama por años, y causó su muerte en la indigencia en el Hospital de la Caridad de Montevideo, en enero de 1838.